# گنوسیسم
گنوسیسم (به انگلیسی: Gnosticism، ناستیسیزم) یا غُنوصیه (به عربی: الغنوصية) نامی‌ست که امروزه به مجموعهٔ اندیشه‌ها و آیین‌های رازوَرزانه و جهان‌گریز مذهبی برخاسته از اندیشه‌های دوگانه‌انگارانهٔ ایرانی‌ها و یهودیت هلنیستی و مسیحیت یهودی که از سدهٔ نخست و دوم میلادی در روم ایجاد شد، گفته می‌شود.
گنوسی‌ها به دوگانه‌باوری اعتقاد داشتند اما میان دوگانه‌باوری مزدایی و دوگانه‌پرستی گنوسی‌ها فرق وجود دارد و بیشتر به اندیشه‌های مانی می‌ماند. بنابر اعتقاد مزدیسنان هر یک از دو عالم یاد شده هم معنوی (مینوی) است و هم مادی، ولی گنوسی‌ها وارونه عالم روح را عین عالم نور و جهان ماده را عین جهان تاریکی می‌دانستند. نتیجهٔ این قسم اعتقادات نسبت به جهان این شد که بدبینی به اصل خلقت رواج گرفت و پیروان این فکر به زهد و پارسایی گرایش پیدا نمودند. بی‌گمان پیش از سده دوم میلادی نیز افکار گنوسی وجود داشته‌ است زیرا در میان یهودیان اسکندریه هم این افکار رایج بوده است. از سده دوم به بعد گنوسی‌ها برای تأیید اقوال خویش به کتب مقدس عیسوی استناد می‌جستند. مسلک بازیلید، مسلک والانتن، و مسلکی که مرقیون و تصوفی که اوفیت‌ها، ناسن‌ها و الکزائیت‌ها آورده‌اند از انواع فرقه‌های گنوسی هستند. این فرقه‌ها در عقاید و رسوم مذهبی باهم اختلاف دارند ولی با این وجود خط فکری مشترکی در تمامی آن‌ها به چشم می‌خورد.
بنابر قول گنوسی خدا در ماوراء عالم محسوس و حتی در آنسوی جهان معقول است. او پدری است که از نام و نشان و گمان برتر است و فکر بشری را به دامن کبریای او دسترس نیست. جهان به واسطهٔ اشراقات دائمی که از ذات این خدای اصلی صادر می‌شود، به وجود می‌آید و مراتب این تجلیات نزولی است یعنی هر یک از اشراقات نسبت به ماقبل خود فرومایه‌تر است تا منتهی گردد به عالم مادی که آخرین اشراق و ناپاک‌ترین تجلیات است ولی در این جهان مادی شوقی هست که او را به مبدأ الهی باز پس می‌کشاند. ماده یعنی عالم جسمانی منزلگاه شر است اما یک بارقهٔ الهی که در طبیعت انسان به ودیعه است. راه نجات را به او نشان می‌دهد و او را در حرکت صعودی که از میان افلاک می‌کند، دستگیری نموده، به عالم نور می‌رساند. این اعتقاد گنوسی‌های متأخر راجع به اساس نظام جهان است. آن‌ها انسان یا انسان نخست را وجودی نیم خدا می‌دانستند و ظاهراً این مفهوم را از اساطیر ایرانی (کیومرث) گرفته بودند. بعضی از گنوسی‌ها انسان نخست را آدم دانسته‌اند و بعضی او را مسیح ازلی گفته‌اند و طایفه‌ای بر آن بودند که حقیقت انسان نخست در آدم حلول کرده و پس از آن به صورت مسیح ظاهر شده‌است. اوست نخستین مولود خدای بزرگ که در ماده نزول کرده و جان جهان محسوب است. او را نیم خدا و عقل و کلمه هم می‌گفتند. با ایجاد این انسان، قوس نزول در ماده شروع شده و بوسیلهٔ او نزاع و کوشش برای نجات صورت می‌گیرد اما نجات میسر نیست، مگر با عنایت الهی، از این جاست که در همهٔ کتاب‌های گنوسی ظهور یک نفر رهاننده وعده داده شده‌است. همین اعتقاد بود که گنوسی‌ها را پیرو دین مسیح کرد زیرا که منجی موعد را عیسی مسیح دانسته‌اند.
بعضی از فرق گنوسی برآنند که عیسی خلاص کنندهٔ سوفیا از قید ماده است. مقصود از سوفیا عقل آسمانی (حکمت) است که در ماده افتاده است. فرقهٔ «والانتینی» معتقد بودند که میان خدای منجی موسوم به سوتر و سوفیا ازدواج و عروسی واقع شده‌است و به یاد این واقعه جشن مذهبی که عبارت از عید حجلهٔ عروسان بود، می‌گرفتند اساطیر و قصصی که راجع به تکوین جهان ساخته شده، همه برای تعبیر و تأویل مراسم عبادتی بوده‌است. اجراکنندگان این مراسم در طی انجام وظایف خود، جدال عظیمی را که همهٔ آفرینش برای نجات خود در پیش دارند مشاهده می‌کردند و می‌دیدند که چگونه به وسیلهٔ معرفت رهایی شدنی است و زنجیرهای ماده تواند گسیخت. عرفان علم حقیقی است (علم فکری-دانشی نیست) که از راه قلب و به طریق کشف و شهود تحصیل می‌شود و طریق آن توجه به باطن و مشاهدهٔ امور معنوی با چشم دل است که انسان را صاحب معرفت عالی می‌کند و در نشاط جدیدی متولد می‌سازد. بنا بر قول شدر، معرفت دانش حقیقی است که به سبب حق بودنش انسان را نجات می‌بخشد.
اکثر گنوسی‌ها که از طریقهٔ آن‌ها کم و بیش آگاهی داریم، از مردم ولایات شرقی ممالک روم بوده‌اند. یکی از فرقه‌های گنوسی بین‌النهرین و بابل فرقهٔ مندائی یا ماندائی است و دیگر فرقه که در کتب عرب آن‌ها را مغتسله نامیده‌اند و یکی از مأخذ کیش مانوی محسوب است. عرب همهٔ فرقه‌های گنوسی مشرق را که افکارشان در زمان اسلام هم رواجی داشته‌است، به نام حنیف یا صابئین خوانده‌است.

## واژه‌نامه
1. ↑  با تلفظ دقیقتر گنوستیسیسم در فارسی، همچنین تعبیرهای مکتب (یا فرقه یا آیین یا مذهب یا کیش) گنوسی یا گنوسی‌گری یا گنوسی‌گرایی، مکتب گنوستیک، مکتب گنوسیسی یا گنوسیسی‌گری برای اشاره به این مکتب به کار می‌رود.
2. 1 2  برگرفته از واژهٔ یونانی باستانی γνωστικός گْنُستیکُس به معنی معرفت‌مندی و γνῶσις گنوسیس به معنی معرفت
3. ↑  همچنین گنوسیسی، گنوستیک، غنوصی